# سوسک‌های شب‌تاب
سوسک‌های شب‌تاب (نام علمی: Phengodidae) نام یک خانواده از بالاخانواده بهارسوسک‌واران است.